# Cleora processaria
Cleora processaria es una polilla perteneciente a la familia Geometridae. La especie fue descrita por primera vez por Francis Walker en 1860, habiendo sido descrita en 1863, con distribución en Borneo. El holotipo de la especie fue descrita en Indostán.